# 万连步
万连步（1963年—），山东临沂人，汉族，山东金正大集团董事长。中华人民共和国政治人物、第十二届全国人民代表大会山东地区代表。

## 生平
毕业于山东农业大学农学专业。加入中国共产党。2013年，担任全国人大代表。2018年2月24日，当选为第十三届全国人大代表。